# Bongo BonBoniéra
Bongo BonBoniéra (2010) je album s písničkami pro děti od fiktivní kapely 3B (trio Bibi, best Boy a Bongo), ve skutečnosti jde o sampler kapel z okruhu vydavatelství Indies Scope. Album vyšlo ve spolupráci s brněnským zábavním parkem Bongo. Album obsahuje 17 písní, některé jsou převzaté z jiných alb (Kobylka, Ruce, Pingu Hop, Do Afriky), většinou jde o písně nahrané přímo pro toto album. Obal vytvořil Rudolf Brančovský, autor interiéru zábavního parku Bongo, jehož kapela Poletíme? je na sampleru také zastoupena.
Součástí balení je také volná vstupenka do zábavního parku Bongo a 3B brýle.
Album bylo již před vydáním propagováno singlem Narozeniny od Jablkoně, k písni pak také vznikl klip, vytvořil ho opět Rudolf Brančovský. Další klip vznikl k písni Medvídek, kterou nahrála skupina Květy s Janu Kaplanovou z Trabandu. Klip vytvořili Pavla Kačírková a Martin Evžen Kyšperský a na Musicserveru byl ohodnocen 9 hvězdičkami z 10 možných.

## Seznam písní
1. Minach – Čokoláda – 2:33
2. Květy a Jana Kaplanová – Medvídek – 1:17
3. Jablkoň – Narozeniny – 2:41
4. Radůza – Do Afriky – 2:24
5. Monty – Koník – 1:50
6. Žamboši – Štěněcí – 04:19
7. Lada Šimíčková & Ivo Cicvárek & OKO – Mikuláši! – 2:05
8. Hm... – Ruce – 1:31
9. Vodňanský & Skoumal – Naše pračka – 1:19
10. Tata Bojs – Jaro – 2:59
11. Koňaboj – Já mám koně – 3:28
12. Poletíme? – Drápy – 4:34
13. Cymbelín – Komáři – 1:37
14. DVA – Pingu Hop – 4:04
15. Zuby nehty – Kobylka – 2:42
16. Čankišou – Ja pr pr – 3:40
17. James Harries – Heno, Heno – 2:33